# Gunungsembung
Gunungsembung is een bestuurslaag in het regentschap Subang van de provincie West-Java, Indonesië. Gunungsembung telt 5495 inwoners (volkstelling 2010).